# Periclitopa sambesiana
Periclitopa sambesiana är en skalbaggsart som beskrevs av Nonfried 1906. Periclitopa sambesiana ingår i släktet Periclitopa och familjen Melolonthidae. Inga underarter finns listade i Catalogue of Life.